# Anschlusssicherung
Anschlusssicherung ist ein Begriff aus der Verkehrsplanung, mit dem die Sicherung eines reibungslosen Übergangs zwischen einem oder mehreren Verkehrsmitteln beim Umstieg des Fahrgastes auf seinem Verkehrsweg bezeichnet wird. Sie gewährleistet ein pünktliches Erreichen des Fahrtziels. Die Anschlusssicherung kann durch moderne Kommunikationsmittel verbessert werden.
Seit Mitte der 1990er Jahre wurde an der Hochschule Ravensburg-Weingarten unter der Leitung von Wilfried Koch an einer Softwarelösung zur Anschlusssicherung gearbeitet. Das daraus entwickelte Programm mit dem Arbeitstitel „RegiDisp“ wurde 2004 mit dem Wolfgang-Heilmann-Preis für humane Nutzung der Informationstechnologie ausgezeichnet. Die Entwicklung erfolgte in Kooperation mit der Hohenzollerischen Landesbahn (Hzl), wo es ab 2002 auch praktisch erprobt wurde.